# Señorita Panamá 2006
Señorita Panamá 2006 la 41.ª celebración del concurso Miss Panamá y 24va edición Anual del concurso Señorita Panamá se llevó a cabo en el Gran Salón del Hotel & Casino Venetto Panamá, Panamá el miércoles 15, julio de 2006.
Cerca de 9 concursantes de todo Panamá compitieron por la prestigiosa corona. Señorita Panamá Mundo 2005 Anna Vaprio Medaglia de Panamá Centro coronó a Giselle Bissot de Panamá Centro como la nueva Señorita Panamá. Este año la final solo se estaba seleccionando a Señorita Panamá para Miss Mundo. 
Nueve concursantes compitieron por el título nacional
Los requisitos de selección de las concursantes de este año fueron: ser modelo y la experiencia en concursos de belleza, ya que se necesitaba una chica preparada debido por el adelanto de la fecha del concurso internacional. Las chicas participaron en otros concursos como: Miss Panamá, Miss Hawaiian Tropic Panamá y Miss Internacional Panamá.
Bissot compitió en la edición 56 del concurso Miss Mundo 2006, se celebró en el Palacio de Cultura y Ciencia en Varsovia, Polonia el 30 de septiembre de 2006. Bissot declinó su participación en Miss Universo 2007 debido a su estudios y su primera finalista Sorangel Matos de Darién se encargó de representar a Panamá en dicho concurso como Señorita Panamá 2007.

## Ganadora
| Resultado final      | Concursante                      |
| -------------------- | -------------------------------- |
| Señorita Panamá 2006 | - Panamá Centro - Giselle Bissot |
| 1ª finalista         | - Darién - Sorángel Matos        |

### Premios especiales
| Premio           | Concursante    |
| ---------------- | -------------- |
| Chica Cover Girl | Nadia Díaz     |
| Mejor Cabellera  | Giselle Bissot |

### Otros premios especiales
| Premio           | Concursante    |
| ---------------- | -------------- |
| Miss Bikini Shop | Giselle Bissot |

## Concursantes
Estas son las candidatas elegidas para esta edición.
| # | Provincia   | Concursante         | Edad | Estatura (m) | Residencia       | Agencia                        |
| - | ----------- | ------------------- | ---- | ------------ | ---------------- | ------------------------------ |
| 1 | Panamá      | Hercilia Rivera     | 23   | -            | Ciudad de Panamá | Panamá Talents                 |
| 2 | Los Santos  | Irina Pardo         | -    |              | Las Tablas       | Panamá Talents                 |
| 3 | Darién      | Sorángel Matos Arce | 20   | 1.74         | Yaviza           | Panamá Talents                 |
| 4 | Panamá      | Giselle Bissot      | 23   | 1,74         | Panamá Centro    | Physical                       |
| 5 | Panamá      | Lilianne Thompson   | 21   | 1.70         | Ciudad de Panamá | Panamá Talents                 |
| 6 | Panamá      | Kelly Mata          | 23   |              | Ciudad de Panamá | Panamá Talents                 |
| 7 | Panamá      | Nadia Díaz          | 24   | 1.67         | Ciudad de Panamá | Tania Hyman’s Models & Talents |
| 8 | Panamá Este | Anais Velásquez     | 25   | 1.78         | Ciudad de Panamá | Tania Hyman’s Models & Talents |
| 9 | Panamá      | Anaida González     | 19   |              | Ciudad de Panamá | Tania Hyman’s Models & Talents |

## Significado histórico
- Panamá Centro pasa a la ronda final por año consecutivo y ganó el título de Miss Mundo Panamá.

## Calendario de eventos
- viernes 10 de julio, presentación final a la prensa en el Hotel Radisson Decapolis[8]

- martes 14 de julio, competencia de entrevista con el jurado.

- miércoles 15 noche final de coronación, Señorita Panamá para Miss Mundo 2006[9]